# Děpolt IV. Bořivoj
Děpolt IV. Bořivoj († 1235) byl synem Děpolta III. a jeho manželky Adély Zbyslavy Slezské.
Podle Dalimila zemřel Děpolt III. někdy v roce 1223 při obraně Kouřimi. Jeho rodina se uchýlila na dvůr Jindřicha I. Bradatého a synové Děpolta III. se už do Čech nevrátili (král už totiž držel moc pevně v rukou). Svůj vliv tak už děpoltičtí bratři nezískali.
Ota Magdeburský (1191–1226) se snažil naklonil si císaře Fridricha II., ovšem bez většího úspěchu. Boleslav zemřel ve slezském vojsku v bitvě u Lehnice (9. dubna 1241). Soběslav se stal správcem hradu Lubuš a zemřel před rokem 1247.
Bořivoj získal roku 1234 hrad Śrem, ale zemřel při jeho obraně o rok později. Neoženil se a neměl potomky.